# سعيد بن عبد العزيز التنوخي
سعيد بن عبد العزيز التنوخي هو سعيد بن عبد العزيز بن أبي يحيى التنوخي، كنيته: أبو محمد ويقال: أبو عبد العزيز الشامي الدمشقي فقيه أهل الشام بعد الأوزاعي، ومن رواة الحديث، وثقه البخاري وغيره، وذكره ابن شاهين في الثقات، وقال الحاكم: هو لأهل الشام كمالك لأهل المدينة في التقدم والفقه والفضل والأمانة. مات بعد الأوزاعي بعشر سنين وله بضع وسبعون سنة. قال ابن سعد مات بدمشق. قال أبو إسحاق الشيرازي في طبقات الفقهاء: «ومن فقهاء الشام مع الأوزاعي: أبو محمد سعيد بن عبد العزيز ابن أبي يحيى التنوخي»، وقال أيضا: وثبتت الفتوى بالشام على مذهب الأوزاعي وسعيد بن عبد العزيز. وكانت وفاته سنة: سبع وستين ومائة.